# Uta tumidarostra
Espèce
Statut de conservation UICN

 VU D2 : Vulnérable
Uta tumidarostra est une espèce de sauriens de la famille des Phrynosomatidae.

## Répartition
Cette espèce est endémique de l'île Coloradito en Basse-Californie du Sud au Mexique.

## Publication originale
- Grismer, 1994 : Three new species of intertidal side-blotched lizards (genus Uta) from the Gulf of California, Mexico. Herpetologica, vol. 50, no 4, p. 451-474.